# 普布利烏斯·德西烏斯·穆斯
普布利烏斯·德西烏斯·穆斯（Publius Decius Mus，？—前279年？），古羅馬將軍和政治家，並在前279年當選執政官。
穆斯與同為執政官的普布利烏斯·蘇爾皮基烏斯·薩維里奧率領軍隊與伊庇魯斯的皮洛士在阿斯庫路姆戰役交戰，戰役結果皮洛士以高昂的代價獲得勝利，是諺語皮洛士的勝利的來由。根據其中ㄧ份歷史文獻描述穆斯在戰場上陣亡，但另一份文獻卻說穆斯從戰場上倖存了。
| 前任： 提貝里烏斯·科倫卡尼烏斯 & 普布利烏斯·瓦萊里烏斯·拉埃維努斯 | 羅馬執政官 與普布利烏斯·蘇爾皮基烏斯·薩維里奧共職 前279年 | 繼任： 蓋烏斯·法布里基烏斯·盧斯基努斯 & 昆圖斯·埃米利烏斯·帕普斯 |